# Chanel Terrero
Chanel de las Mercedes Terrero Martínez (La Habana, 28 de julio de 1991), conocida artísticamente como Chanel, es una cantante, actriz y bailarina hispano-cubana. En 2022 representó a España en el Festival de la Canción de Eurovisión con «SloMo», donde obtuvo el tercer puesto con 459 puntos, y en 2024 hizo la voz de Ennui en la película animada de Disney-Pixar, Inside Out 2.

## Biografía

### Inicios
Nacida en La Habana, Cuba, con tres años su familia se trasladó a España para instalarse en Olesa de Montserrat (Barcelona). Desde los nueve años, recibió clases de canto y actuación, y clases de ballet según el sistema de la Royal Academy Of Dance. Sus estudios de danza incluyeron aprendizaje con figuras del baile como Víctor Ullate, Coco Comín o Gloria Gella. A los dieciséis años comenzó a dar sus primeros pasos en el mundo del teatro musical.

### 2010-2020:MTV Europe Music Awardsy musicales
Chanel se mudó a Madrid para comenzar su carrera como actriz. Se dio a conocer a lo largo de la década del 2010 participando en diferentes musicales. Destacó en algunos muy reconocidos como Mamma Mia!, Flashdance, El guardaespaldas y El rey león.
Su carrera cuenta con numerosas actuaciones en la pequeña y la gran pantalla a nivel nacional e internacional. En 2015 participa en El rey de La Habana de Agustí Villaronga.
Como bailarina ha colaborado con diferentes artistas. En 2010, bailó con Shakira en la actuación de la cantante colombiana en los MTV Europe Music Awards.
Formó parte del cuerpo de baile del programa Tu cara me suena de Antena 3.
Se presentó a los cástines para el musical West Side Story en España y quedó entre las tres finalistas para el personaje de Anita. También quedó entre las cinco finalistas para el mismo personaje en la nueva versión cinematográfica de West Side Story, dirigida por Steven Spielberg, para lo cual acudió a Nueva York a un casting ante el director.

### Benidorm Fest y Eurovisión 2022

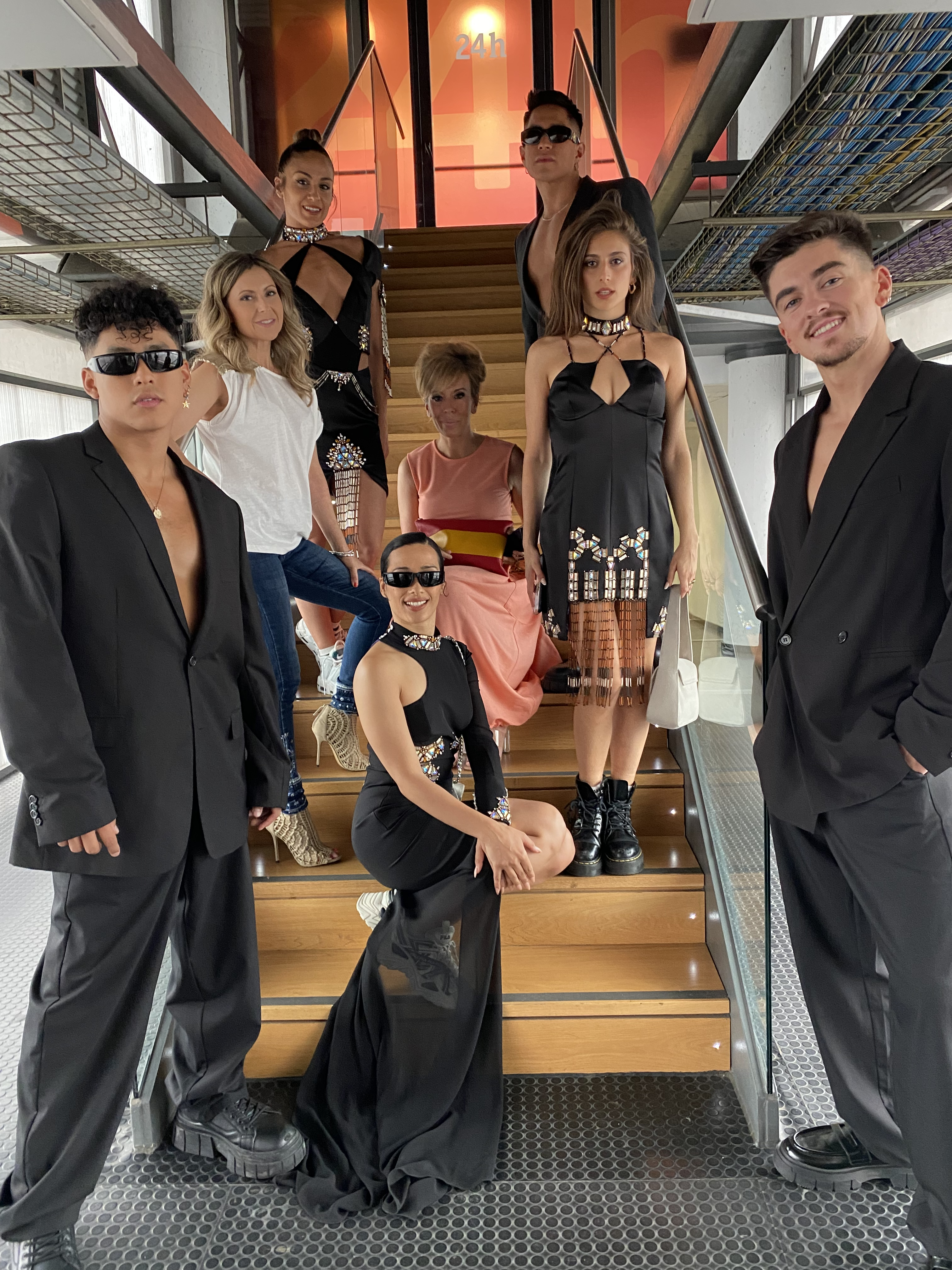
Chanel Terrero y su equipo en Torrespaña tras participar en el festival europeo de Eurovisión.

Participó en el Benidorm Fest 2022, evento celebrado para seleccionar la candidatura representante de España en el Festival de la Canción de Eurovisión, con el tema «SloMo». La coreografía que acompañó al tema durante el Benidorm Fest fue realizada por Kyle Hanagami, coreógrafo de Jennifer López, Britney Spears y Blackpink, entre otras. En 2024 se desveló que originalmente, la canción no iba a ser interpretada por Chanel, sino por la cantante Ana Guerra, pero esta última rechazó la propuesta de interpretarla.
Tras hacerse con el primer puesto en la primera semifinal el 26 de enero de 2022, Chanel obtuvo el mayor número de puntos del jurado en la final del 29 de enero, y el tercer puesto en la votación popular, como representante española de Eurovisión en Turín (Italia). Su victoria en Benidorm fue sucedida por cierta polémica, el tema llegó al Congreso de los Diputados por parte de algunos partidos y sindicatos. A raíz de la polémica por las acusaciones de fraude en la elección de la canción y las críticas políticas, Chanel sufrió acoso y muestras de odio a través de sus redes sociales, por lo que decidió cerrar su cuenta de Twitter.
En febrero de 2022, grabó en Madrid el videoclip de «SloMo», dirigido por Pawla Casanova. También se trasladó a Miami para grabar su próximo tema. El 14 de marzo de 2022, se estrenó el videoclip oficial de la canción participante en el festival de Eurovisión 2022.
Actuó en la Gran Final del festival el 14 de mayo y obtuvo el tercer puesto con 459 votos (231 del jurado y 228 del televoto), por lo que batió el récord de puntos de España en el certamen y obtuvo la mejor posición del país desde la edición de 1995. Además, batió otro logro nacional en Eurovisión al conseguir nueve máximas puntuaciones: ocho del jurado y una del televoto griego. Para celebrar el resultado, Chanel participó al día siguiente en un multitudinario concierto organizado por Los 40 en la plaza Mayor de Madrid, dentro de las fiestas de San Isidro 2022.

### Fichaje con Sony y nuevos proyectos
El 10 de junio de 2022 participó en la Gala de Elección de la Reina del Carnaval de Santa Cruz de Tenerife, siendo su primera aparición pública sobre un escenario tras participar en el Festival de Eurovisión.
Después del verano, actuó en el festival Coca-Cola Music Experience interpretando una nueva versión extendida de su éxito, SloMo con un interludio donde aseguraba a sus aficionados que ya llegaba nueva música. 
El 6 de octubre de 2022, Chanel fichó con la discográfica Sony Music, dando lugar a un proyecto que terminaría con la publicación de su álbum debut.
El 13 de octubre en una pausa en el prime time del programa de RTVE, Dúos increíbles se dio a conocer que Chanel sería la encargada de interpretar la canción por parte de RTVE para la Copa Mundial de Fútbol de 2022 titulada TOKE. El 15 de octubre se llevó a cabo la grabación del videoclip de la canción. El 25 de octubre del mismo año se estrenó la canción, la cual era su segundo sencillo. El 4 de noviembre siguiente actuó por primera vez en la gala de Los 40 Music Awards y ganó el premio a Mejor Artista Del 40 al 1, el único premio que dependía de la votación popular. También actuó en la gala por parte de RTVE Feliz 2023.
Durante la emisión de la final del Benidorm Fest 2023, se dio la noticia de que Chanel formaría parte del jurado del talent show Cover night de RTVE junto a Mónica Naranjo, Juan Magán, Miguel Bosé, con Abraham Mateo y Ana Guerra en el backstage y Ruth Lorenzo como presentadora.
El 13 de abril de 2023, Chanel compartió en sus redes sociales un adelanto de lo que sería su próximo sencillo en colaboración con el gaditano Abraham Mateo, «Clavaíto» vio la luz, el 28 de abril.
El 19 de mayo lanzó su nuevo single llamado P.M y el 31 de mayo anunció las primeras fechas de su gira debut «Agua», en Vigo y Málaga. 
El 23 de julio anunció su single, una colaboración con la rapera canaria Ptazeta titulada «Ping Pong», vio la luz el 28 de julio.
"Loka", su colaboración con el canario Maikel Delacalle, fue anunciada el 29 de octubre, y fue lanzada el 3 de noviembre. Ese mismo día, actuó en LOS40 Music Awards haciendo un medley entre su éxito "Clavaito", con Abraham Mateo y «Loka», con Maikel Delacalle.
El 3 de noviembre, anunció el lanzamiento de su álbum debut, ¡Agua!, previsto para ser lanzado el 12 de enero de 2024.
El 9 de enero lanzó, «Ahora Que No Te Tengo» junto a FMK, trapero argentino, siendo el último single promocional de ¡Agua!.
El 12 de enero, finalmente se publicó en todas las plataformas digitales su disco titulado ¡Agua!, compuesto de 12 canciones, de géneros como Pop, Bachata, Reggaetón o Balada.
En 2025, se convirtió en la portavoz de España en las votaciones de Eurovisión 2025.

## Teatro y musicales
Ha participado en diferentes representaciones musicales.
- Malinche (papel protagonista).[35] 2021-2022
- Fiebre Hamilton. (Musical homenaje a Lin Manuel Miranda en Madrid).
- El guardaespaldas. (Protagonista: Rachel Marron).[36]
- Flashdance. (Actriz/cantante protagonista en Barcelona y posterior gira).
- Nine (Actriz/cantante protagonista).
- El rey león (Teatro Lope de Vega de Madrid).
- Mamma Mia! (Actriz, cantante y bailarina).
- Lío Ibiza (Espectáculo Cabaret: cantante, bailarina y actriz).
- El Gran Libro Mágico (Musical infantil: actriz/cantante protagonista).
- Show “Starlite Marbella”. (Cantante principal).
- Delizia (Espectáculo de cabaret: cantante, bailarina y actriz).
- La ratita presumida, centro estético (Musical infantil: actriz protagonista).
- El lobo y las 7 cabritas (Musical infantil: actriz protagonista).
- Tarzán (Musical infantil: cantante y bailarina).
- Mortadelo y Filemón (Bailarina y actriz).

## Filmografía

### Cine
| Año  | Título              | Personaje | Director           | Notas        |
| ---- | ------------------- | --------- | ------------------ | ------------ |
| 2011 | Fuga de cerebros 2  | Extra     | Carlos Therón      | Largometraje |
| 2015 | El rey de La Habana | Yamilé    | Agustí Villaronga  | Largometraje |
| 2018 | El último invierno  | Profesora | Julio de la Fuente | Largometraje |
| 2019 | La llorona          | Inés      | Ismael Olivares    | Cortometraje |
| 2024 | Del revés 2         | Voz Ennui | Kelsey Mann        | Largometraje |

### Televisión

#### Series
| Año         | Título                     | Cadena         | Rol          | Notas         |
| ----------- | -------------------------- | -------------- | ------------ | ------------- |
| 2011        | Águila Roja                | TVE            | Guerrera     | 1 episodio    |
| 2014        | B&b, de boca en boca       | Telecinco      | Sira Lindo   | 1 episodio    |
| 2015        | Los nuestros               | Telecinco      | Gloria       | 2 episodios   |
| 2015 - 2016 | Gym Tony                   | Cuatro         | Deisy        | 236 episodios |
| 2017        | La peluquería              | TVE            | Lupe         | 238 episodios |
| 2017 - 2018 | Centro médico              | TVE            | Gloria       | 1 episodio    |
| 2017 - 2018 | Centro médico              | TVE            | Carolina     | 1 episodio    |
| 2017 - 2018 | iFamily                    | TVE            | Isa          | 8 episodios   |
| 2017 - 2018 | El secreto de Puente Viejo | Antena 3       | Lucía Torres | 62 episodios  |
| 2017 - 2018 | Perdóname, Señor           | Telecinco      | Sibebi       | 4 episodios   |
| 2018        | Cupido                     | Playz          | Venus        | 6 episodios   |
| 2018        | El Continental             | TVE            | Julieta      | 10 episodios  |
| 2018        | Wake Up                    | Playz          | Deborah      | 6 episodios   |
| 2020        | The Paradise               | YLE            | Limón        | 2 episodios   |
| 2021        | Convecinos                 | Movistar Plus+ | Isla         | 3 episodios   |
| 2022        | El inmortal                | Movistar Plus+ | Perla        | 8 episodios   |

#### Programas
| Año         | Título                                    | Cadena   | Notas                                   |
| ----------- | ----------------------------------------- | -------- | --------------------------------------- |
| 2011 - 2015 | Tu cara me suena                          | Antena 3 | Bailarina (Temporada 1- 4)              |
| 2018        | José Mota presenta...                     | La 1     | Presentadora de Españoles por el tiempo |
| 2022        | Benidorm Fest 2022                        | TVE      | Participante - Ganadora                 |
| 2022        | Festival de la Canción de Eurovisión 2022 | TVE      | Representante de España - 3.er Puesto   |
| 2022        | El hormiguero                             | Antena 3 | Invitada - 4 programas                  |
| 2022        | La noche D                                | TVE      | Invitada                                |
| 2023        | Cover night                               | La 1     | Jurado                                  |

### Videoclips
- SloMo, dirigido por Pawla Casanova (2022).
- La estrella azul, de Pinocho de Disney (2022).
- TOKE, dirigido por Iris Vallés y Alba Ricart (2022).
- Clavaito (con Abraham Mateo), dirigido por Willy Rodríguez (2023).
- P.M., dirigido por Willy Rodríguez (2023).
- Ping Pong (con Ptazeta), dirigido por Celine Van Heel (2023).
- Loka (con Maikel Delacalle), dirigido por REVS (2023).
- Ahora Que No Te Tengo (con FMK), dirigido por Jorge No (2024).

Colaboraciones
- Gigantes (2014) de Ruth Lorenzo, como bailarina.[38]
- Another day of sun - La La Land (Spanish) (2017) de Fran Coem.
- México Mágico (2021) (como parte del reparto original Malinche El Musical de Nacho Cano).

## Discografía

### Álbumes de estudio
- 2024: ¡Agua!

### Sencillos
| Lanzamiento | Sencillo                          | Discográfica          | Posición en lista | Certificación | Álbum              |
| Lanzamiento | Sencillo                          | Discográfica          | España            | Certificación | Álbum              |
| ----------- | --------------------------------- | --------------------- | ----------------- | ------------- | ------------------ |
| 2021        | «SloMo»                           | BMG Rights Management | 1                 | 4×            | ¡Agua!             |
| 2022        | «TOKE»                            | Sony Music            | —                 | —             | Sencillo sin álbum |
| 2023        | «Clavaito» (con Abraham Mateo)    | Sony Music            | 6                 | 6×            | ¡Agua!             |
| 2023        | «P.M.»                            | Sony Music            | —                 | —             | ¡Agua!             |
| 2023        | «Ping Pong» (con Ptazeta)         | Sony Music            | 90                | —             | ¡Agua!             |
| 2023        | «Un Año Más»                      | Sony Music            | —                 | —             | Sencillo sin álbum |
| 2023        | «Loka» (con Maikel Delacalle)     | Sony Music            | —                 | —             | ¡Agua!             |
| 2024        | «Ahora Que No Te Tengo» (con FMK) | Sony Music            | —                 | —             | ¡Agua!             |
| 2025        | «Antillas»                        | Independiente         | —                 | —             | Sencillo sin álbum |
| 2025        | «Una Bala»                        | Independiente         | —                 | —             | Sencillo sin álbum |
| 2025        | «Zakaza»                          | Independiente         | —                 | —             | Sencillo sin álbum |

### Sencillos promocionales
| Fecha de lanzamiento | Sencillo                       | Discográfica        |
| -------------------- | ------------------------------ | ------------------- |
| 2022                 | «La estrella azul»             | Walt Disney Records |
| 2023                 | «TOKE (Si t'es ok)» ft. RIDSA  | Sony Music          |
| 2023                 | «Aigua»                        | Sony Music          |
| 2023                 | «Un Año Más» (cover de Mecano) | Sony Music          |

### Colaboraciones
| Año  | Canción                                                                             | Álbum                |
| ---- | ----------------------------------------------------------------------------------- | -------------------- |
| 2021 | «México Mágico» como parte del reparto original del musical. Escrita por Nacho Cano | Malinche, el musical |

## Giras musicales
- 2024: ¡Agua! Tour

## Premios y nominaciones
- Como actriz ha estado nominada como parte del reparto del cortometraje La llorona de Ismael Olivares.

| Año  | Evento                                                   | Premio                                                           | Trabajo                        | Resultado       |
| ---- | -------------------------------------------------------- | ---------------------------------------------------------------- | ------------------------------ | --------------- |
| 2022 | Benidorm Fest (RTVE, España)                             | Micrófono de Bronce (representante de España en Eurovision 2022) | «SloMo»                        | Ganadora        |
| 2022 | Festival de la Canción de Eurovisión 2022 (RTVE, España) | Micrófono de Cristal del Festival de Eurovision 2022             | «SloMo»                        | 3.ª clasificada |
| 2022 | Los 40 Music Awards                                      | Mejor artista o grupo Revelación                                 | Chanel                         | Nominada        |
| 2022 | Los 40 Music Awards                                      | Mejor artista o grupo Del 40 al 1                                | Chanel                         | Ganadora        |
| 2023 | Los 40 Music Awards                                      | Mejor canción                                                    | «Clavaito» (con Abraham Mateo) | Nominada        |
| 2023 | Los 40 Music Awards                                      | Mejor colaboración                                               | «Clavaito» (con Abraham Mateo) | Ganadora        |
| 2024 | Premios Odeón                                            | Videoclip del año                                                | «Clavaito» (con Abraham Mateo) | Ganadora        |